# Walter Michiels
Walter Michiels (Turnhout, 6 juli 1963) is een Belgisch voormalig acteur die in de jaren 1990 bekendheid verwierf als vertolker van Pico Coppens in de televisieserie FC De Kampioenen.

## Biografie

### Achtergrond
Michiels, afkomstig uit Turnhout, is de zoon van gewezen groen politicus en Agalev-pionier Jan Michiels (1937–2021).. Tussen 1980 en 1988 studeerde Walter Michiels jazz, ballet, podiumkunsten en drama aan Studio Herman Teirlinck en toegepaste kunsten aan het Koninklijk Conservatorium Antwerpen, waar hij les kreeg van Dora van der Groen.

### Carrière als acteur (1988–1993)
Michiels debuteerde in het theater waar hij onder meer met het Borgerhouts toneelgezelschap 't Gebroed op de planken stond in de door Jan Decleir geregisseerde komedie Mijn zoetje junior. Hij speelde vanaf 1988 de rol van Mercutio Veronese in een theaterproductie van Romeo en Julia door regisseur Dirk Tanghe in de Koninklijke Vlaamse Schouwburg in Brussel, waarin zijn vrouw en latere televisiecollega Ann Tuts de vrouwelijke hoofdrol speelde. In 1991 werd een opname van deze productie uitgebracht als televisiefilm. Op het grote scherm was Walter Michiels in 1989 te zien als matroos in de speelfilm Blueberry Hill. 

#### F.C. De Kampioenen
Als je aan het begin van een carrière als acteur staat, kan je twee dingen doen: proberen je zoveel mogelijk te verschuilen achter vermommingen, of proberen jezelf te zijn en te werken aan diversifiëring van je activiteiten. Wat mij betreft, moet er sprake zijn van een natuurlijke transformatie. Het personage moet in zekere zin dicht aanleunen bij je persoonlijkheid. Naar de fans toe draag je als acteur een grote verantwoordelijkheid. Ik heb al veel mensen laten schrikken, gewoon door mezelf te zijn.
De televisiecarrière van Walter Michiels startte in oktober 1990 in de BRT-sitcom F.C. De Kampioenen.  Michiels kreeg een van de hoofdrollen als spits Hippoliet "Pico" Coppens, aan wie hij vanaf de pilootaflevering De nieuwe truitjes 4 seizoenen en 52 afleveringen lang gestalte gaf. Ann Tuts, die al eerder werd gecast, tipte Michiels nadat Peter Van Asbroeck, die de makers eerst op het oog hadden, niet beschikbaar bleek.
F.C. De Kampioenen sloeg snel aan bij het publiek en trok op het hoogtepunt wekelijks gemiddeld 1,7 miljoen kijkers. Michiels en zijn personage werden snel een vaste waarde in de cast en een geliefde verschijning bij het publiek,  ook al lag Michiels' ambitie als acteur op dat moment nog in het theater.

### Ontslag bij de BRTN
Na het vierde seizoen van F.C. De Kampioenen, dat in december 1993 eindigde, stopte de BRTN abrupt de samenwerking met Walter Michiels. Uit verklaringen van zijn collega-acteurs bleek dat Michiels' gedrag op de set aan de basis lag van zijn ontslag. Na zijn ontslag kwam hij voor openbare dronkenschap, partnergeweld en handel in verdovende middelen meermaals in aanraking met politie en justitie.
De laatste aflevering van FC De Kampioenen waarin Michiels te zien was, was "Love story", de slotaflevering van het vierde seizoen. In dat seizoen had Michiels al minder scènes en draaide de plot minder vaak rond zijn personage dan in de eerdere seizoenen. In de eerste aflevering van het vijfde seizoen werd in de dialogen van de overige personages een verklaring gegeven voor het vertrek van zijn personage, dat werd vervangen door het gelijkaardige personage Pol De Tremmerie, gespeeld door voormalig Familie-acteur Ben Rottiers.
Walter ging nooit mee eten met ons. Na een tijdje hadden we door dat hij de middagpauze gebruikte om pinten achterover te slaan. Walter veranderde dan in iemand die de wereld aankon. Walter kwam [dronken] aandraven met aanwijzingen voor de regie en hij had het ene scenario-idee na het andere. Op een dag werd het echt te veel. We hadden een repetitie en Walter, serieus boven zijn theewater, weigerde om mee te doen. Op een gegeven moment heb ik gezegd dat ik tot drie zou tellen en dat Walter dan zijn teksten moest debiteren of naar buiten kon gaan. Ik zag hem toen voor het laatst.
— Marijn Devalck (Balthasar Boma in F.C. De Kampioenen) over Walter Michiels 

### NaF.C. De Kampioenen

#### Dualiteit rond Michiels/Pico
In de berichtgeving over het wedervaren van Michiels na zijn ontslag bij de BRTN refereerde de pers in het begin gewoonlijk naar hem als "Pico (Coppens)". Dat gebeurde al tijdens zijn periode als acteur in de sitcom, weliswaar nog zonder ironische lading. Deze associatie van de acteur met zijn meest bekende personage was een centraal thema in de biografie die zijn neef Karel Michiels over hem zou schrijven. Deze biografie verscheen in het voorjaar van 2011 onder de titel De vloek van Pico: het leven en lijden van Walter Michiels. Voor het zover kon komen raakten de uitgever en de auteur in onmin met Michiels en werd het project afgeblazen.
De populariteit van de sitcom F.C. De Kampioenen bezorgde het personage "Pico" door de jaren heen een grotere bekendheid bij pers en publiek dan Michiels zelf. Niettegenstaande blijft het publiek zijn bijdrage beschouwen als hoeksteen voor het succes van de serie — en die van Carry Goossens en Jacques Vermeire, die de reeks ook (relatief) vroeg verlieten doch vrijwillig. Zijn prestatie als acteur werd na zijn ontslag door alcoholmisbruik en daaropvolgende mentale ineenstorting dus niet zozeer verloochend. Dit feit is daarnaast ook te wijten aan een assumptie dat de afleveringen waarin Michiels en Goossens te zien zijn, golden als de populairste in de geschiedenis van de sitcom.
Rond Michiels is omwille van deze factoren dualiteit ontstaan. Vanwege zijn rol in de populaire sitcom heeft zijn persoon mythische proporties aangenomen. Enerzijds ziet Vlaanderen een crimineel (en tevens een landloper) met psychische problemen die zichzelf met zijn gedrag buiten de maatschappij stelde en onbereikbaar werd voor "het publiek". Anderzijds blijft hij voor de fans van het eerste uur de sympathieke Pico en is hij een van de acteurs die er mee voor zorgde dat F.C. De Kampioenen kon uitgroeien tot de meest succesvolle Vlaamse komedieserie aller tijden. Dat men Michiels niet uit de weg kan gaan, bleek in de documentairereeks Voor altijd Kampioen uit 2021 (uitgezonden een jaar na de dertigste verjaardag van de serie). Ann Tuts vermeldde hem doch hield het bij: "Walter begon problemen te ervaren als acteur" toen zijn ontslag werd besproken, waarmee ze verwees naar hoe Michiels niet om kon met zijn beroemdheid. Tuts trad verder niet in detail over hem doch ook de andere acteurs niet.
De redenen voor Michiels' ontslag bij de BRTN worden over het algemeen niet in de wind geslagen, maar er kwam luide kritiek op de manier waarop hij jaren na zijn ontslag werd behandeld of begeleid. Een groep mensen nam het op voor Michiels en stelde dat sprake was van een groot complot tegen Walter Michiels: "De moraliteit wordt bepaald door de wetgevende macht." Oftewel, Michiels zou niet de hulp krijgen of hebben gekregen die hem toekomt of toekwam en de Belgische jurisdictie laat hem gewoon vallen als een baksteen. Sommige mensen dreven alles toch op tot: "Walter Michiels moest uit de Kampioenen verdwijnen want Vlaanderen was niet klaar voor [iemand zoals Michiels], een vrijdenkend mens die buiten de lijntjes kleurt".
Ik hou van Walter. Hij is een goede vriend van mij. Wie Instinct met Anthony Hopkins kijkt, ziet Walter. [Hopkins] leeft [in de jungle] tussen de gorilla's. Al wat een uniform draagt, wordt door [Hopkins' personage, antropoloog] doodgeschoten. Walter is te goed voor deze wereld. Diep vanbinnen wil hij zeggen 'bemoei je niet, kom niet aan de natuur'. Ik heb hem nooit echt begrepen. Walter zou [in zijn onderbroek] met de directeur-generaal met de knikkers spelen. 'Dat is een mens en ik ben een mens'. Hij kent geen hiërarchische verschillen.
— Johny Voners over Walter Michiels in 1999
Na zijn ontslag verscheen Michiels nog drie keer op televisie. In 1994 was hij te zien in een aflevering van de jeugdserie Buiten de zone als Pico Coppens. In die serie maakte Vlaanderen kennis met Bart De Pauw. Een reclamespot even voor zijn ontslag, waarin de Kampioenen-cast een gastrol vervulde en zich richtte tot jongeren die beroemd wilden worden. Michiels' tweede optreden volgde in 1999, tijdens de aflevering 10 jaar Kampioen waarin Johny Voners studiogast was bij Ben Crabbé. Tijdens zijn periode bij de cast van F.C. De Kampioenen was Walter Michiels goed bevriend met Johny Voners, terwijl hun personages Pico en Xavier de beste vrienden waren. Later zou hij "van Voners hebben geprofiteerd", wat ten minste in of anders na 1999 moet zijn gebeurd. Tijdens het programma 10 jaar Kampioen bleek namelijk het tegenovergestelde te kloppen: Voners was oprecht blij Michiels te zien. Michiels kwam kennelijk op uitnodiging naar het Italiaanse Verona (waar Voners Charles Aznavour zong), een verrassing voor Voners van Sabine De Vos en Voners' toenmalige echtgenote Janine Bischops.
Michiels was in 2004 het onderwerp van een reportage van Desiré Naessens voor het productiehuis van Paul Jambers: het programma De reporters dat werd uitgezonden op VTM (zie onder). De reportage zorgde voor opschudding omwille van de expliciete kijk op de persoon achter de acteur en wat daar toen van geworden was. Michiels is hier zelf aan het woord. Hij blijkt er ondanks een opgelegde internering nog niet zo slecht aan toe te zijn als in latere jaren, maar toont vaak al weinig besef van enige moraliteit. De reportage zorgde in de nasleep ervan voor enige polarisatie omtrent de situatie van Michiels.

#### Collega's over Michiels
Tijdens het programma 10 jaar F.C. De Kampioenen met Ben Crabbé (de aflevering met Johny Voners) kwam Michiels niet naar de studio. Het betrof opgenomen beelden, toen een cameraploeg Voners volgde in Verona. Een verklede, fel vermagerde Michiels verraste Voners, die hem eerst niet herkende, en omhelsde hem. Ook werd een foto genomen, waarmee "Pico" en "Xavier" even herenigd werden. Voners in het programma: "Walter is een unieke persoonlijkheid en is te goed voor deze wereld" (een idealist). Hij meende Michiels nooit goed begrepen te hebben alhoewel hij goed met hem kon opschieten. Zijn optreden was wel opmerkelijk, aangezien de Vlaamse openbare omroep VRT had geweigerd om de voormalige castleden Carry Goossens en Jacques Vermeire uit te nodigen na hun overstap naar de Vlaamse commerciële tv-zender VTM.
Carry Goossens leek in een interview met de Vlaamse radiozender Radio 2, uit 2019, te verklaren dat Michiels' originele geestestoestand en persoonlijkheid met borderline overeenkwam, en dat hij en anderen zoals Johny Voners nog trachtten te helpen. Herman Verbruggen, die Marc Vertongen speelt in F.C. De Kampioenen, ging in 2019 dieper op Michiels in. "Walter was of is een intrigerende, relativerende persoonlijkheid. Iedereen zou een beetje Walter in zich moeten hebben, maar hij had er te veel van", aldus Verbruggen bij MENT TV.
De situatie was niet meer houdbaar. Walter had veel psychische problemen en was vaak onder invloed. Als ik oude afleveringen herbekijk, zie ik aan zijn ogen dat hij dronken was. We hebben Walter proberen te helpen, vooral Johny Voners was fel met hem begaan. Maar er zit iets zelfdestructiefs in Walter en het is ons niet gelukt.
— Carry Goossens over Michiels bij de Vlaamse Radio 2, in 2019

#### Vertrek uit België
Walter Michiels verhuisde na zijn ontslag bij F.C. De Kampioenen naar Jamaica. Hij verbleef een half jaar op Jamaica, waar hij zijn verslaving mogelijk erger heeft gemaakt. Zodra hij terug was ging de psychologische toestand van Michiels razendsnel achteruit.

#### Controversiële reportage VTM
"Alles wat over mij gezegd of geschreven werd [na mijn ontslag], heeft mij veel schade berokkend. [...] Werk zoeken? Ik kreeg de kans niet om mezelf voorstellen. [...] Ik sta buiten de volière, maar daarom ben ik geen rare vogel, toch? Ik sta niet in de file en het is niet zo dat als ik thuis kom, ik wil dat mijn bord soep klaarsta. [...] Een aantal jongeren verklaarde dat ze drugs kochten bij Pico. Maar ik ben Pico niet, ik ben Walter. [...] De boodschap van de parlementariërs was [met drugs over straat lopen] wordt gedoogd. Vijftig meter verder mag het wel, maar waar wij [hijzelf en een vriend] het deden, mag het plots niet meer. Vergelijk dat gerust met de Berlijnse Muur of de Gazastrook."
In 2004 maakte Desiré Naessens, schoonbroer van Paul Jambers, het programma De reporters voor de commerciële televisiezender VTM. Dit werd afgeschilderd als een controversiële, sensationele reportage over doch vooral met een verwarde en zich meestal immoreel uitsprekende Michiels.
De kritiek luidde onder meer: "Laat die man met rust." Naessens kreeg de kritiek dat hij Michiels woorden in de mond zou hebben gelegd.  Met of zonder Michiels' instemming was te zien hoe de gevallen acteur op dat moment leefde. Michiels nam Naessens mee naar de reptielenwinkel De Krekel in het centrum van Turnhout, waar hij drugs verhandelde aan minderjarigen met een vriend.
Naessens stelde een directe vraag aan Michiels' buurman – naar verluidt zijn enige vriend in die tijd – in het bijzijn van Michiels. "Is Walter gek, denk je?", vroeg Naessens. Zijn buurman en vriend wilde daar niet van weten en verdedigde Michiels, die tijdens de reportage beweerde dat alles wat over hem geschreven werd gebaseerd was op verzinsels van de media. Hij alludeerde op een zorgwekkende toon op het verkopen van drugs aan minderjarigen (twee jaar eerder) en zei met name dat dit hem niet deerde.
Michiels, die destijds een gedwongen internering aanvocht, huurde een appartement waar hij afleveringen van F.C. De Kampioenen bekeek, specifiek degene waarin hij zelf meespeelt. Hier is te zien hoe hij daar nostalgisch melancholisch over wordt. Michiels was fervent met kunst bezig en schilderde op doek. Hij was destijds vrijgezel (hij kende Sabine Melaerts, zijn tweede echtgenote uit Witgoor, nog niet). Michiels vertoont symptomen kenmerkend voor sociopathie, zoals een gebrek aan berouw en onverschilligheid over zijn daden wanneer hij het heeft over de criminele feiten die hij op dat moment reeds had gepleegd.

#### Criminele feiten
In 2002 veroordeelde de correctionele rechtbank van Turnhout Walter Michiels tot achttien maanden cel omdat hij in een reptielenwinkel drugs had verkocht aan minderjarigen. Michiels vocht het vonnis aan bij het Hof van beroep. Tijdens deze procedure werd een psychiatrisch onderzoek bevolen. Dat verklaarde Michiels ontoerekeningsvatbaar.
In 2004 beval de rechtbank zijn internering, maar in hoger beroep vrijwaarde Michiels zijn autonomie. In 2006 werd Michiels veroordeeld tot 18 maanden cel en een boete van 5.000 euro.
In juni 2007 veroordeelde het Hof van beroep in Antwerpen hem opnieuw voor gelijkaardige feiten. Michiels kreeg geen bijkomende straf.
Na zijn vrijlating bleef Michiels in aanraking komen met politie en justitie.

## De vloek van Pico
In 2011 publiceerde de Belgische uitgeverij Houtekiet een biografie van Walter Michiels die werd geschreven door Karel Michiels, Walters neef en romanschrijver: De vloek van Pico: het leven en lijden van Walter Michiels.
De biografie beschreef gedetailleerd hoe Walter Michiels aan lager wal raakte en de pedalen verloor. Walter Michiels kreeg echter opnieuw felle kritiek van de uitgeverij die meewerkte. Leo De Haes van uitgeverij Houtekiet en verder professor Germaanse filologie aan de KU Leuven aan de krant Gazet van Antwerpen: "[Walter] Michiels had gezegd dat hij wilde meewerken, maar er valt geen zinnig woord uit die man te krijgen. [Zijn neef Karel] Michiels ziet het zelf ook niet meer zitten [om het boek uit te geven]." Karel Michiels heeft het in zijn boek De vloek van Pico: het leven en lijden van Walter Michiels over "[demonen uit het verleden] die een schaduw wierpen over Michiels' leven" en "de duivel van de drank kreeg Michiels in zijn macht." Hij beschrijft ook hoe Michiels zijn toevlucht moest nemen in zware medicatie tegen zijn drankverslaving.

Tijdens zijn jeugdjaren werd Michiels als scholier seksueel misbruikt door een pater jezuïet, nieuws dat begin oktober 2010 naar buiten werd gebracht door de krant Gazet van Antwerpen. Michiels getuigde: "Tijdens het voetballen dacht ik altijd: hoe lang duurt het nog voor het deurtje opengaat? Want dan kwam hij naar buiten en riep hij me naar binnen. Dan wist ik hoe laat het was. Ik was altijd naar het aquarium of naar de kinderen op de speelplaats aan het kijken als hij aan me friemelde. Als de bel ging, liet hij me gaan."

## Persoonlijk leven
Michiels was enkele jaren getrouwd met Ann Tuts . In 2009 trouwde hij met Sabine Melaerts, die hij in 2006 had leren kennen en met wie hij enige tijd samenwoonde in Witgoor (Antwerpen). Hij heeft een zoon uit een eerdere relatie.  In 2022 had Michiels geen vaste verblijfplaats meer. Tot zijn internering een jaar later zwierf hij vaak rond in het centrum van Leuven en in Kessel-Lo.